# Đặng Thúc Hứa
Đặng Thúc Hứa (1870-1931), hiệu Ngọ Sinh; là chiến sĩ cách mạng cận đại của Việt Nam.

## Tiểu sử
Ông sinh ở Lương Điền, huyện Thanh Chương, tỉnh Nghệ An. Sau khi thi đỗ tú tài Hán học, ông còn được gọi là Tú Ngọ Sinh, hay Tú Hứa.
Thân phụ là Đặng Thai Hài, đỗ cử nhân năm Tự Đức thứ 31(1887) được bổ làm huấn đạo tỉnh Quảng Trị. Sau đó ông được bổ làm tri huyện Thanh Hoá. Khi thực dân Pháp chiếm Thanh Hoá, ông xin từ quan và về dạy học tại quê nhà đồng thời tham gia phong trào yêu nước.
Thân mẫu là Đinh Thị Hoa, con gái của tiến sĩ Đinh Nho Điền (quê ở huyện Hương Sơn, Hà Tĩnh). Bà là một phụ nữ thông minh, đảm đang và có tinh thần yêu nước.
Đặng Thúc Hứa có anh trai là Đặng Nguyên Cẩn và em trai là Đặng Quý Hối đều tham gia vào hoạt động cách mạng. Một nhà anh em đều nhiệt thành yêu nước, cả các cháu của ông như Đặng Thị Hợp, Đặng Quỳnh Anh cũng đều tích cực hoạt động cách mạng.
Năm Ất Tỵ (1905), ông xuất dương sang Nhật Bản, sau được Phan Bội Châu phái về hoạt động ở Thái Lan. Quân Pháp từng sai người sang mua chuộc ông, đều bị ông phản đối.
Lớn lên Đặng Thúc Hứa theo học chữ Hán, đỗ tú tài trong kỳ thi Hương năm 1900. Tuy vậy ông không làm quan mà tham gia vào hội Duy Tân năm 1904. Đặng Thúc Hứa cùng với em trai mở Trại Cày ở Đá Bia, xây dựng Hưng nghiệp hội xã ở chợ Đàng, chăm lo kinh phí cho đồng sự xuất dương và quyên góp tiền bạc mua sắm vũ khí chống thực dân Pháp.
Năm 1908, Đặng Thúc Hứa sang Nhật, sau khi con đường Đông Du không thành công, Phan Bội Châu phải về Xiêm thực hiện kế hoạch xây dựng cơ sở để từ đó các nhà yêu nước sang Trung Hoa tìm đường cứu nước, cũng như giúp đỡ phong trào cách mạng trong nước một cách lâu dài.
Tại Xiêm, Đặng Thúc Hứa cùng với đồng sự khảo sát, nghiên cứu tập hợp lực lượng xây dựng cơ sở ở Bản Đông ở tỉnh Phichit.
Những thanh viên được Đặng Thúc Hứa huấn luyện tại Xiêm, khi sang Quảng Châu(Trung Quốc) trở thành lực lượng nòng cốt của Hội Việt Nam cách mạng Thanh niên do Nguyễn Ái Quốc sáng lập như: Hồ Tùng Mậu, Lê Hồng Sơn, Lê Hồng Phong, Phùng Chí Kiên, Lê Thiết Hùng, Trương Văn Lĩnh...
Ngày 26/8/1926, Đặng Thúc Hứa thành lập Hội Việt kiều toàn Xiêm. Từ đây, việc liên kết đồng bào Việt kiều càng được đẩy mạnh và được tổ chức chặt chẽ hơn.
Năm 1927, lãnh tụ Nguyễn Ái Quốc sang Xiêm. Tuy thời gian gặp lãnh tụ Nguyễn Ái Quốc không nhiều nhưng Đặng Thúc Hứa đã có bước chuyển biến rất quan trọng trong tư duy. Từ đây Đặng Thúc Hứa quyết đi theo "Đường cách mạng do Nguyễn Ái Quốc vạch ra".
Đảng cộng sản Việt Nam ra đời (3/2/1930), đến giữa năm 1930, tại Bản Đông, huyện Phi chịt, tỉnh Phitsanulok (Xiêm), chi bộ Đảng cộng sản Việt Nam đầu tiên của Việt kiều được thành lập, đồng chí Đặng Thúc Hứa là người đảng viên cộng sản đầu tiên ở tuổi 60. Mặc dù tuổi đã cao nhưng vớí tinh thần của một đảng viên cộng sản, với cương vị phụ trách, Đặng Thúc Hứa vượt qua khó khăn gian khổ, tích cực hoạt động và cùng với Việt kiều ở Xiêm hướng về Tổ quốc, đi theo con đường đấu tranh giải phóng dân tộc.
Hoạt động của Đặng Thúc Hứa và kiều bào ở Xiêm đã góp phần quan trọng cho cách mạng nước ta. Ông làm chủ nhiệm tờ Đồng Thanh từ 1927 đến 1930.
Đến năm Tân Mùi (1931), ông từ trần ở Udon Thani, thọ 61 tuổi.
Sinh thời, ông có thay mặt các Việt kiều ở Thái Lan làm bài văn truy điệu các nghĩa dân, liệt sĩ đã bỏ mình trong hai cuộc Khởi nghĩa Yên Bái và Xô viết Nghệ Tĩnh lời lẽ rất thống thiết được truyền tụng.

## Sách tham khảo
- Nguyễn Q. Thắng- Nguyễn Bá Thế, Từ điển nhân vật lịch sử Việt Nam. Nhà xuất bản Khoa học xã hội, 1992.